# Ricarville
Ricarville est une ancienne commune française, depuis 2017 commune déléguée de Terres-de-Caux, située dans le département de la Seine-Maritime en Normandie.

## Géographie

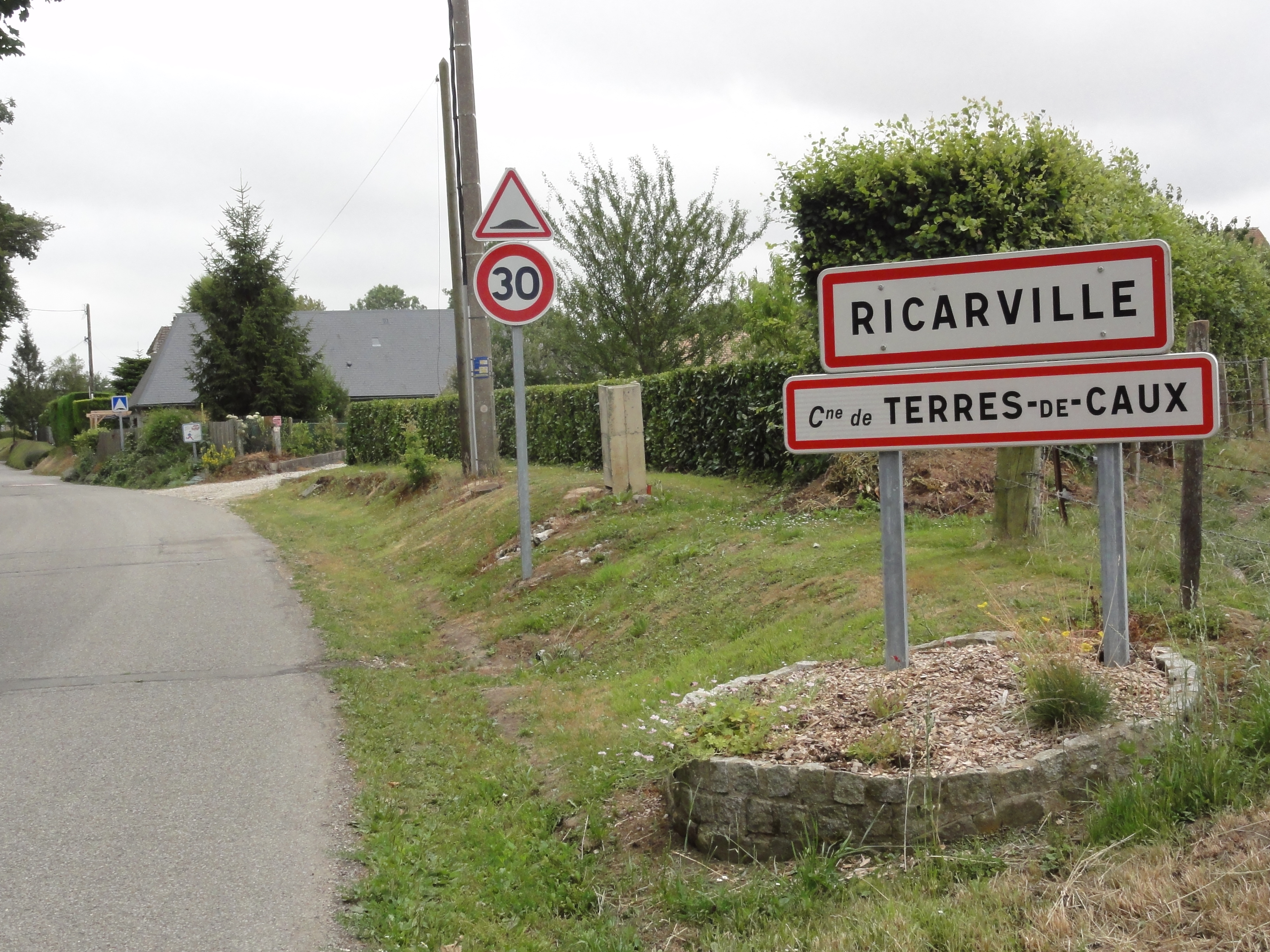
Entrée de Ricarville.
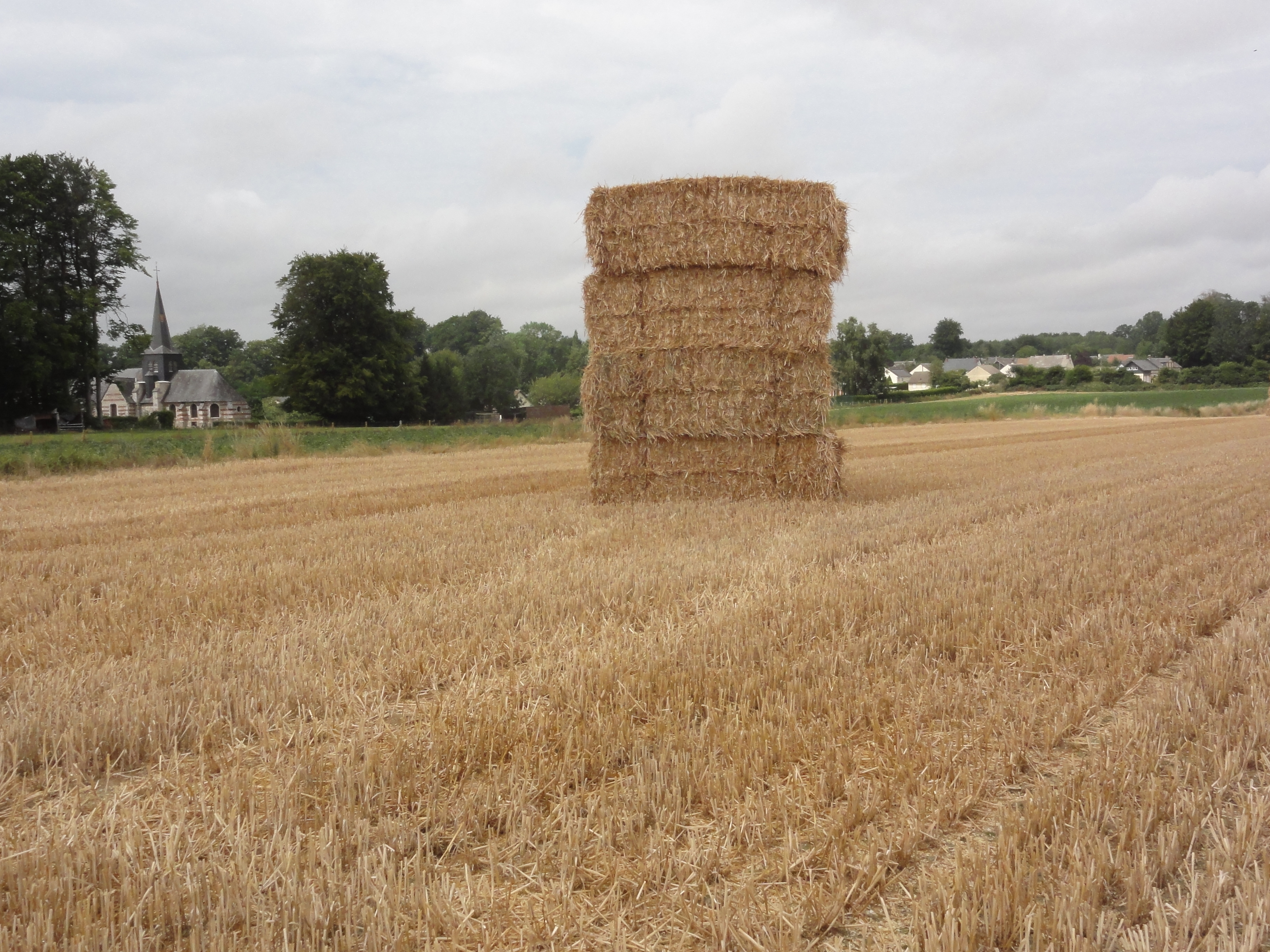
Paysage de récolte avec vue sur le village.
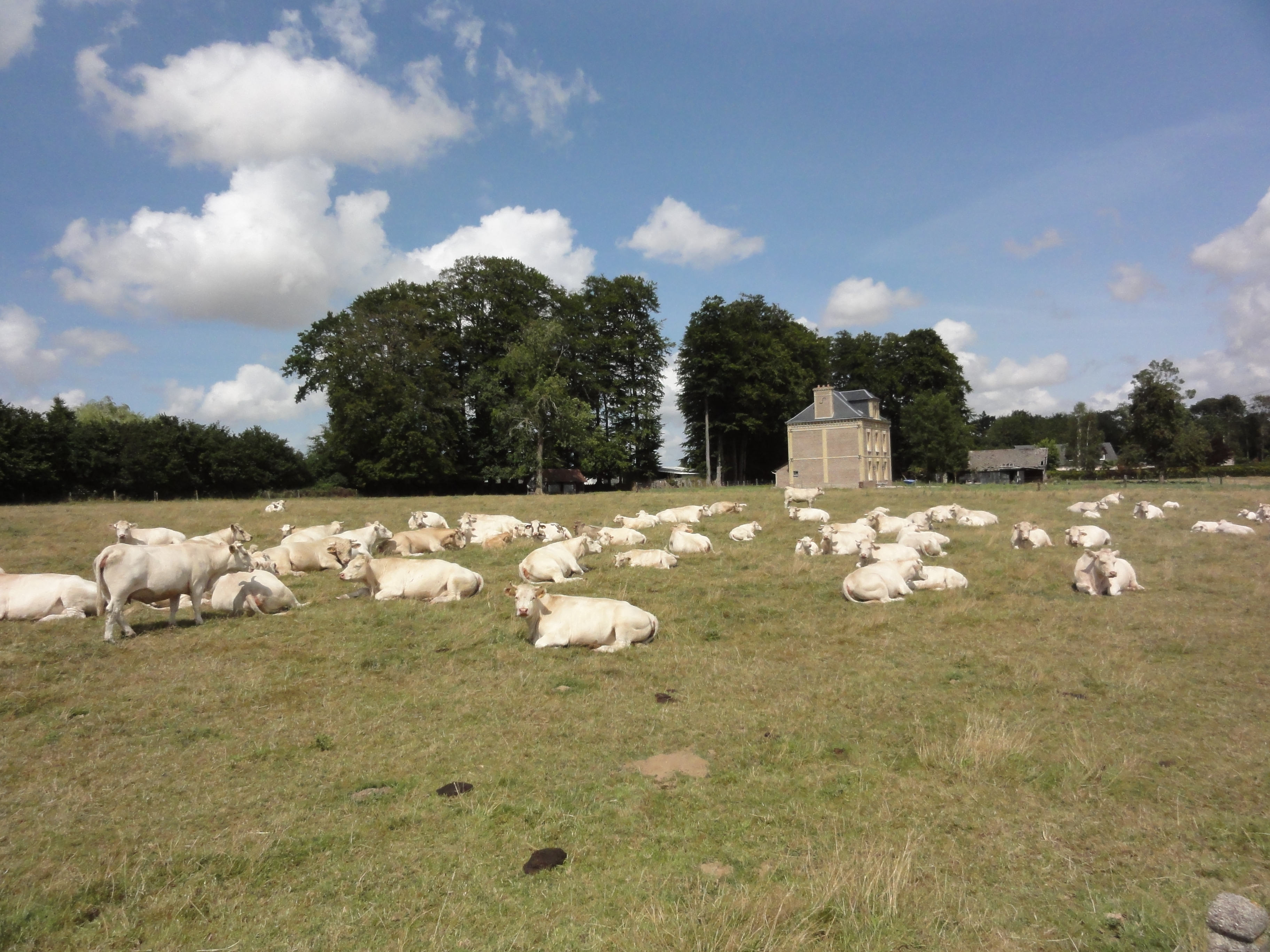
Paysage de pré à vaches à Bourville.

## Toponymie
Le nom de la localité est attesté sous les formes Ricarvilla vers 1240, Ricarville en 1319, Ricarvilla en 1337, Ricartville en 1431, Ricarville près de Foville-en-Caux en 1433, Sainte Croix de Ricarville entre 1662 et 1726, Ricarville en 1715.

## Histoire
L'un des plus anciens seigneurs connus de Ricarville serait Hugues de Normanville vers 1188. En 1269, le seigneur est Guillaume de Colle (ou Colles). Isabeau d'Esquetot, dame de Ricarville apporte la seigneurie dans la famille de son mari, Charles Le Sueur. Les Le Sueur prennent alors, le nom de Le Sueur d'Esquetot. Le quart de fief tenu du roi, passe ensuite, par mariage à Charles Ier de Cossé (1505-1563), comte de Brissac, seigneur de Ricarville, maréchal de France, qui reprendra Le Havre aux Anglais . Sa fille Jeanne épouse François d'Espinay, devenu marquis de Saint-Luc, Grand-Maitre de l'Artillerie de France, favori du roi Henri III (il meurt au combat en 1597).
La seigneurie de Ricarville reste dans cette illustre famille jusqu'à la fin du XVIIe siècle. On trouve ensuite en 1720, Daniel Bouëtte, écuyer, puis en 1739, Alexandre Le Painturier de Guillerville. Les seigneurs de Ricarville avaient le droit de présenter à la cure. C'est ainsi que Pierre d'Espinay, "bâtard d'Espinay Saint-Luc", abbé de Roquefort, deviendra curé de Ricarville en 1699. Le village comptait en 1749, une soixantaine de "feux" (foyers) et 200 premiers communiants.
Pendant l'Occupation, à partir de 1941, des réunions de résistants se tiennent au presbytère, chez le curé Jacques Bettencourt (frère du futur ministre), avec, dit-on, la participation de François Mitterrand (qui possède une rue à son nom, près de l'église).

## Politique et administration
| Période                                  | Période  | Identité                                        | Étiquette | Qualité                                                                       |
| ---------------------------------------- | -------- | ----------------------------------------------- | --------- | ----------------------------------------------------------------------------- |
| Les données manquantes sont à compléter. |          |                                                 |           |                                                                               |
| 1844                                     |          | M. Lefrançois                                   |           |                                                                               |
| 1902                                     |          | M. Fizet                                        |           |                                                                               |
| Les données manquantes sont à compléter. |          |                                                 |           |                                                                               |
| mars 2001                                | 2008     | Raymond Soudais                                 |           |                                                                               |
| mars 2008                                | En cours | Gilbert Lachèvre Réélu pour le mandat 2020-2026 |           | Vice-président de la CC Cœur de Caux (2014 → ) Réélu pour le mandat 2014-2020 |

## Population et société

### Démographie
L'évolution du nombre d'habitants est connue à travers les recensements de la population effectués dans la commune depuis 1793. Pour les communes de moins de 10 000 habitants, une enquête de recensement portant sur toute la population est réalisée tous les cinq ans, les populations de référence des années intermédiaires étant quant à elles estimées par interpolation ou extrapolation. Pour la commune, le premier recensement exhaustif entrant dans le cadre du nouveau dispositif a été réalisé en 2006.

En 2014, la commune comptait 322 habitants, en évolution de +4,55 % par rapport à 2008 (Seine-Maritime : +0,35 %, France hors Mayotte : +2,11 %).
| 1793 | 1800 | 1806 | 1821 | 1831 | 1836 | 1841 | 1846 | 1851 |
| ---- | ---- | ---- | ---- | ---- | ---- | ---- | ---- | ---- |
| 413  | 364  | 388  | 386  | 391  | 384  | 369  | 341  | 342  |

| 1856 | 1861 | 1866 | 1872 | 1876 | 1881 | 1886 | 1891 | 1896 |
| ---- | ---- | ---- | ---- | ---- | ---- | ---- | ---- | ---- |
| 337  | 349  | 354  | 344  | 360  | 321  | 325  | 306  | 294  |

| 1901 | 1906 | 1911 | 1921 | 1926 | 1931 | 1936 | 1946 | 1954 |
| ---- | ---- | ---- | ---- | ---- | ---- | ---- | ---- | ---- |
| 249  | 248  | 240  | 211  | 197  | 172  | 195  | 192  | 195  |

| 1962 | 1968 | 1975 | 1982 | 1990 | 1999 | 2006 | 2011 | 2014 |
| ---- | ---- | ---- | ---- | ---- | ---- | ---- | ---- | ---- |
| 211  | 205  | 170  | 276  | 307  | 306  | 312  | 324  | 322  |

### Enseignement

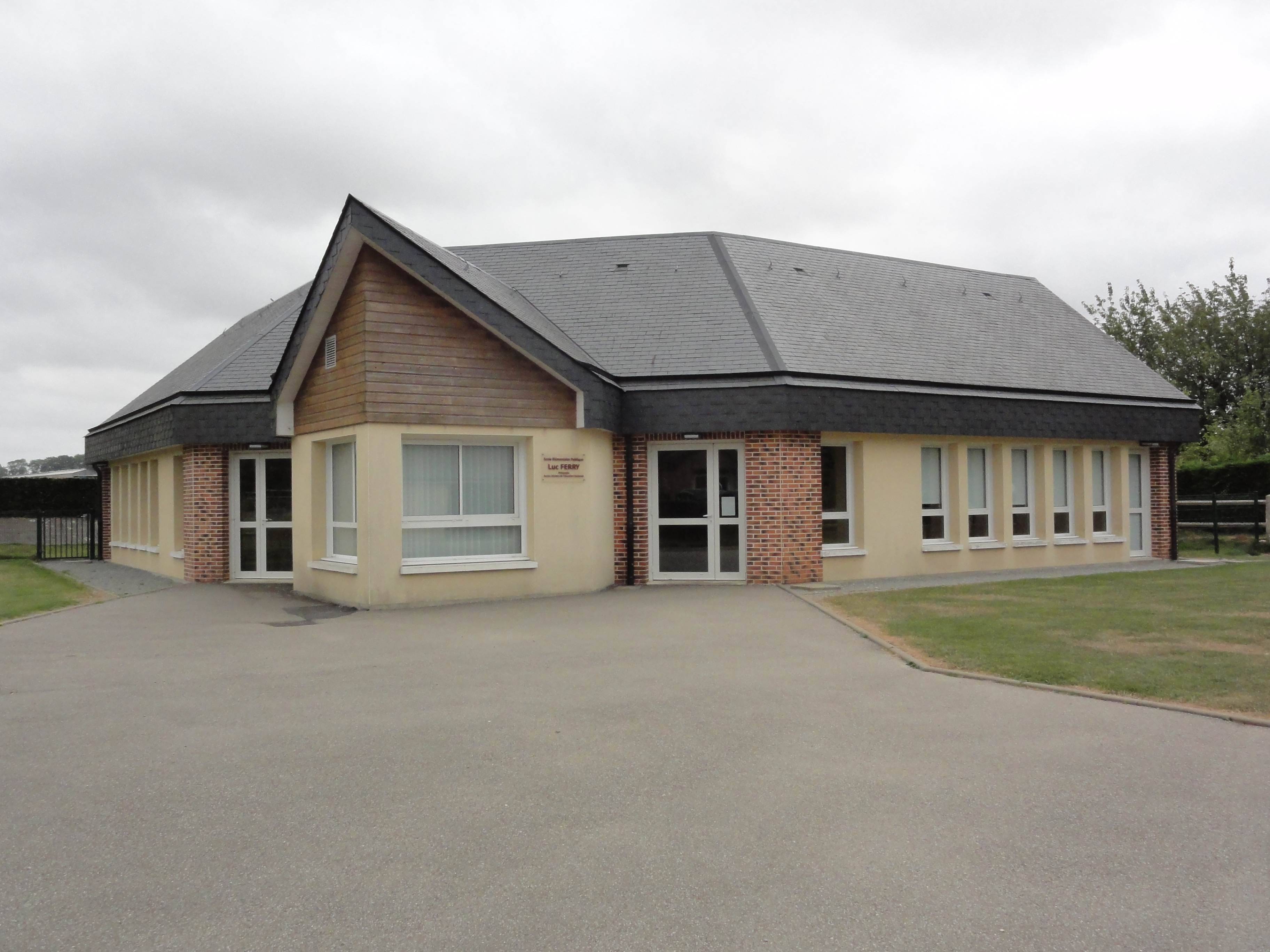
L'école Luc Ferry.

L'école du village a été baptisée du nom de Luc Ferry le samedi 17 septembre 2011.
Ricarville participe au Regroupement Pédagogique Intercommunal d'Alvimare, de Cléville, de Foucart et de Ricarville. Depuis la création de la commune nouvelle de Terres-de-Caux, les enfants de Ricarville seront scolarisés à Fauville pour les maternelles et à l’école de Ricarville pour les élémentaires (du CP au CM2).

## Vie associative et sportive.
- Salle des fêtes
- Terrain multisports

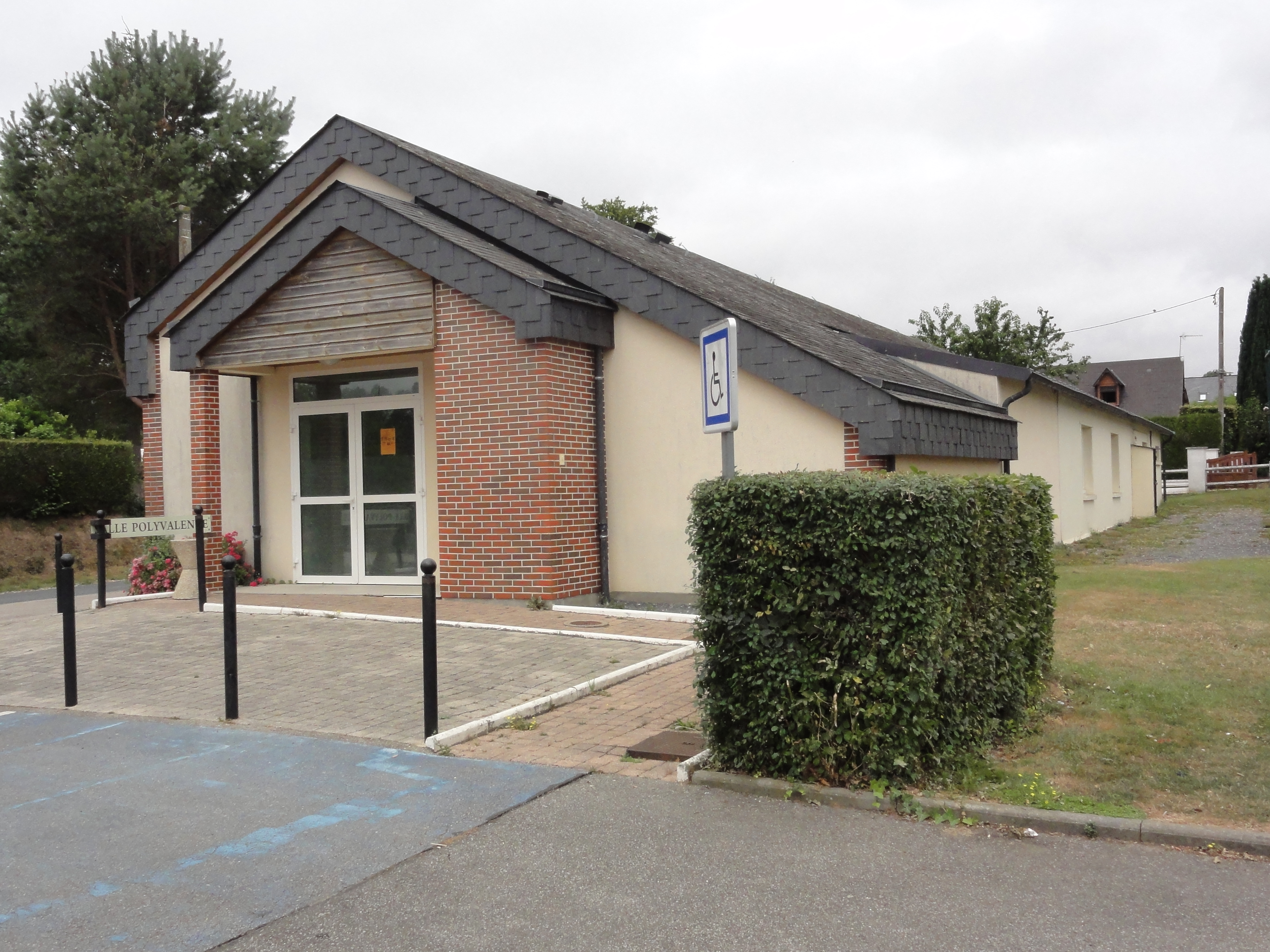
La salle polyvalente.
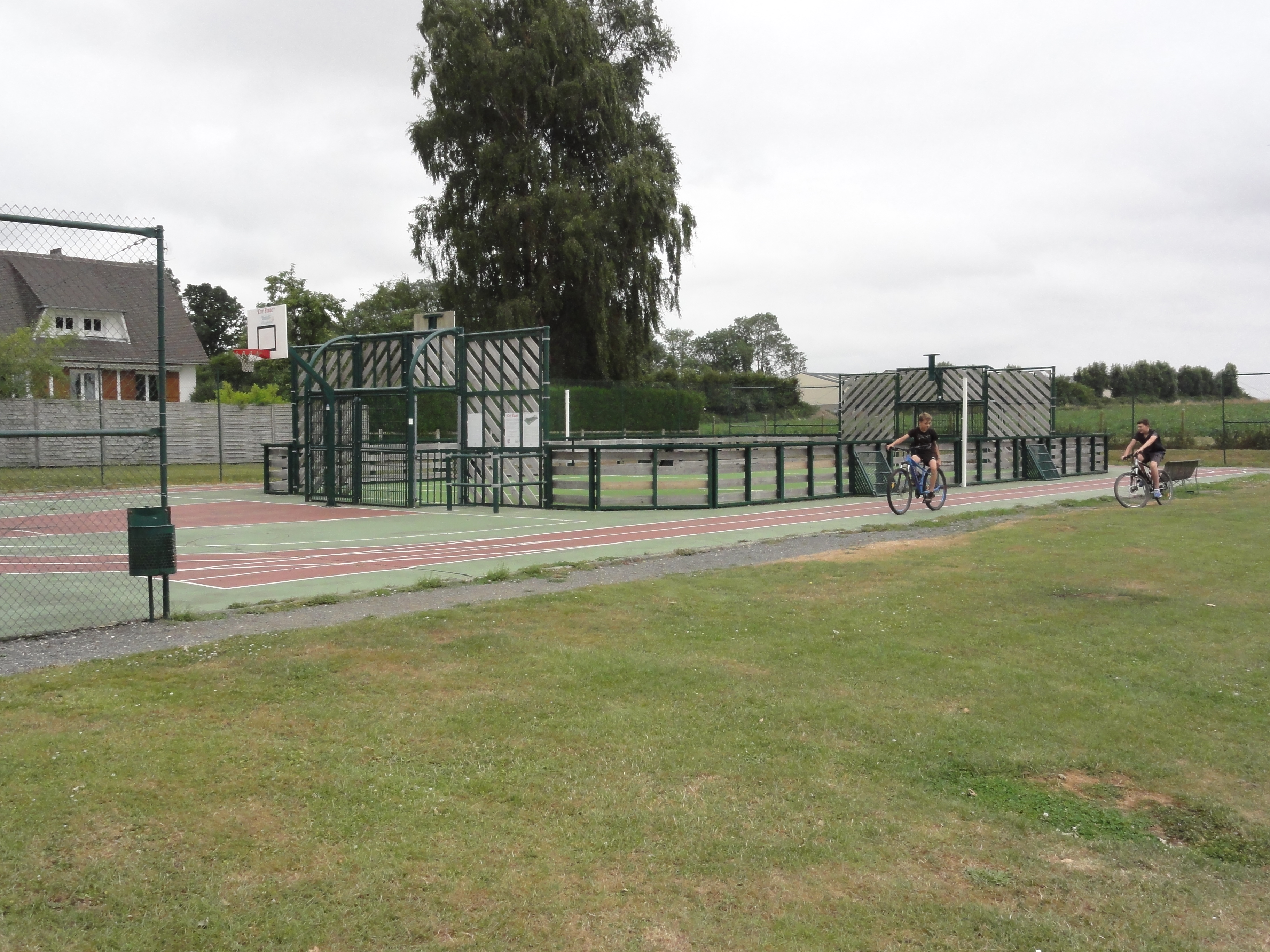
Le terrain multisports.

## Culture locale et patrimoine

### Lieux et monuments
- L'église Sainte-Croix a été élevée sur un tertre autrefois verdoyant, l'église conserve quelques traces de son origine XIIe ou XIIIe siècle et des modifications du XVIe. Chœur et transept du début du XVIIIe siècle. Travaux de restauration en 1807 et 1872. De 1874 à 1878, réédification du clocher (notamment de son "corps carré") et construction d'une sacristie latérale, permettant d'agrandir le chœur. Travaux récents de restauration du porche et sa belle porte romane. Fonts baptismaux en pierre du XIIIe siècle. Quelques belles statues. Vitraux du XIXe, dont certains de Boulanger. Maitre-autel néo-Renaissance. Jolie aquarelle à la mémoire des Morts pour la France.
- La croix de cimetière, qui datait de 1680, a gardé son socle Renaissance, mais la croix d'origine a été brisée à la Révolution et est remplacée.
- Le monument aux morts au cimetière.
- La statue de Notre Dame de Lourdes au cimetière
- Le puits d'Avril, puits couvert communal.

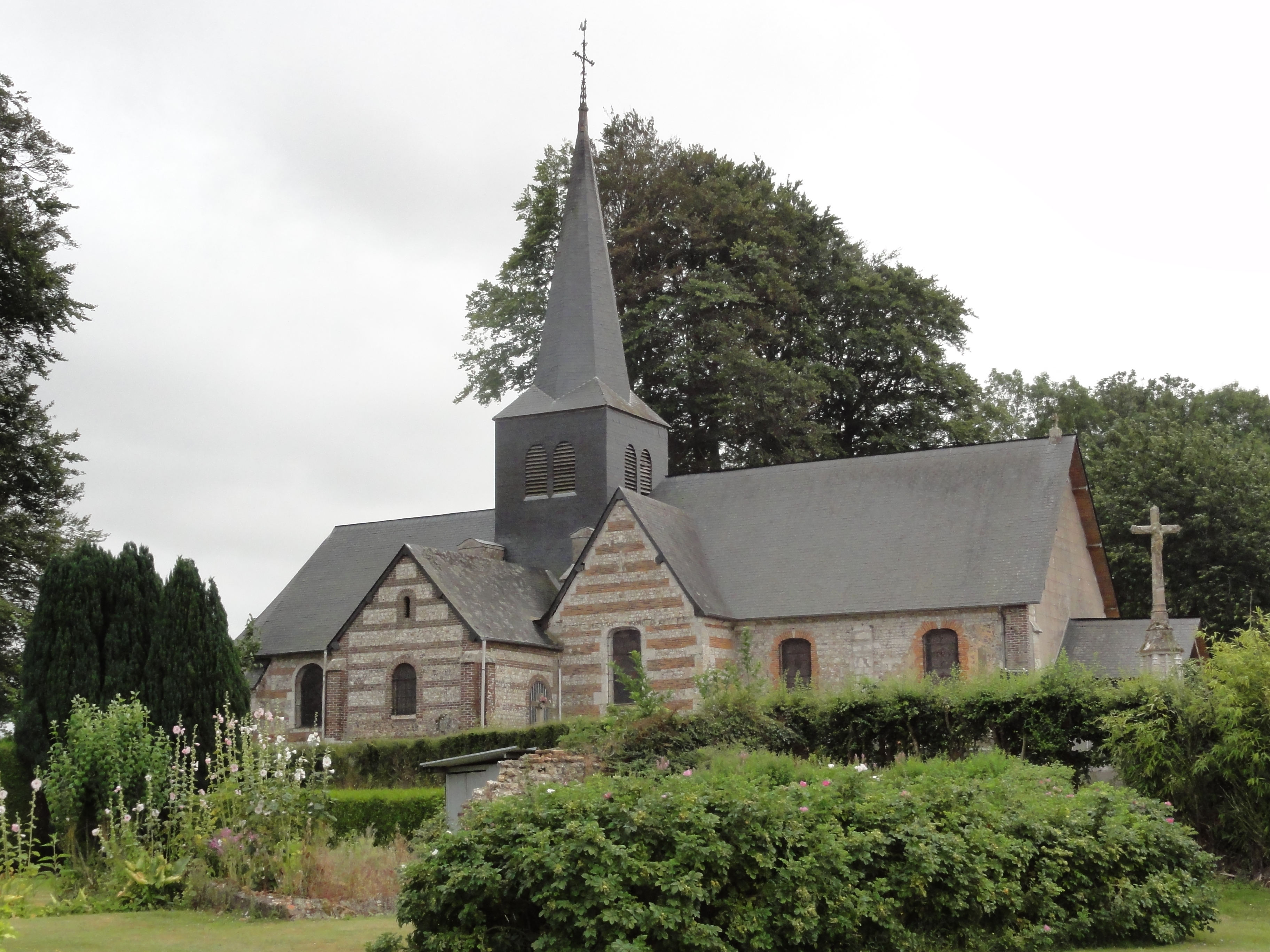
L'église Sainte-Croix.
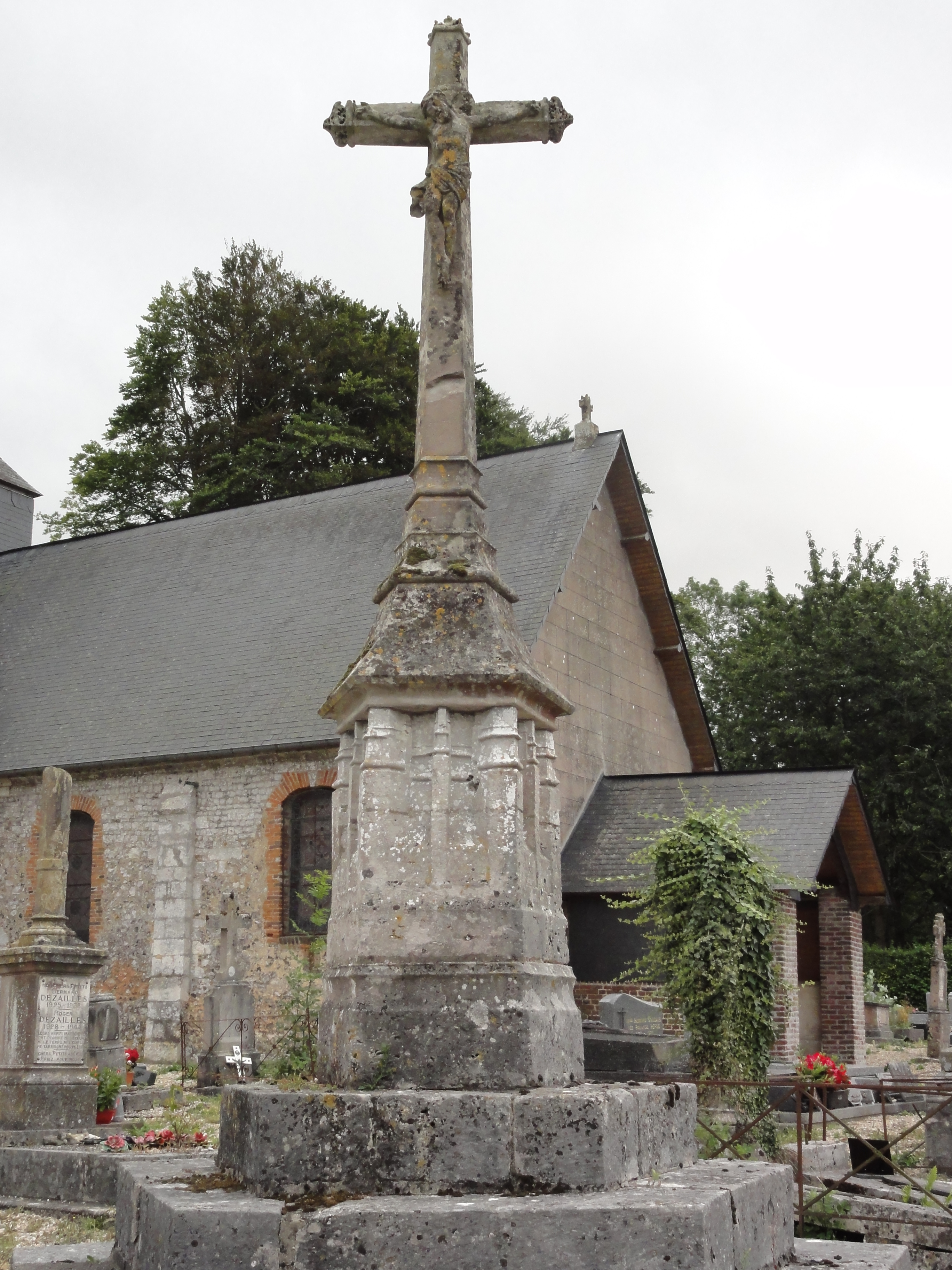
La croix de cimetière.
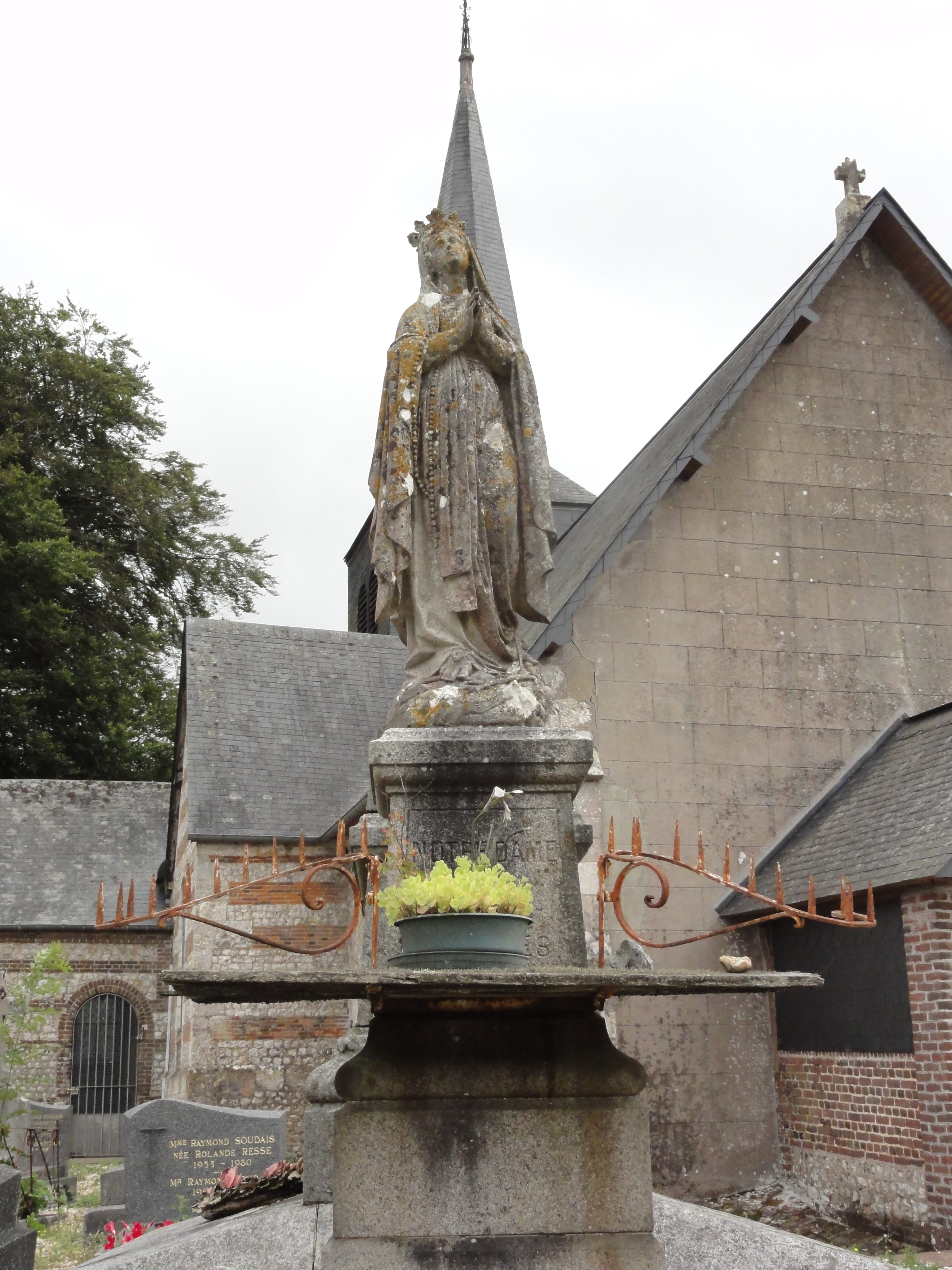
La statue de Notre Dame de Lourdes.
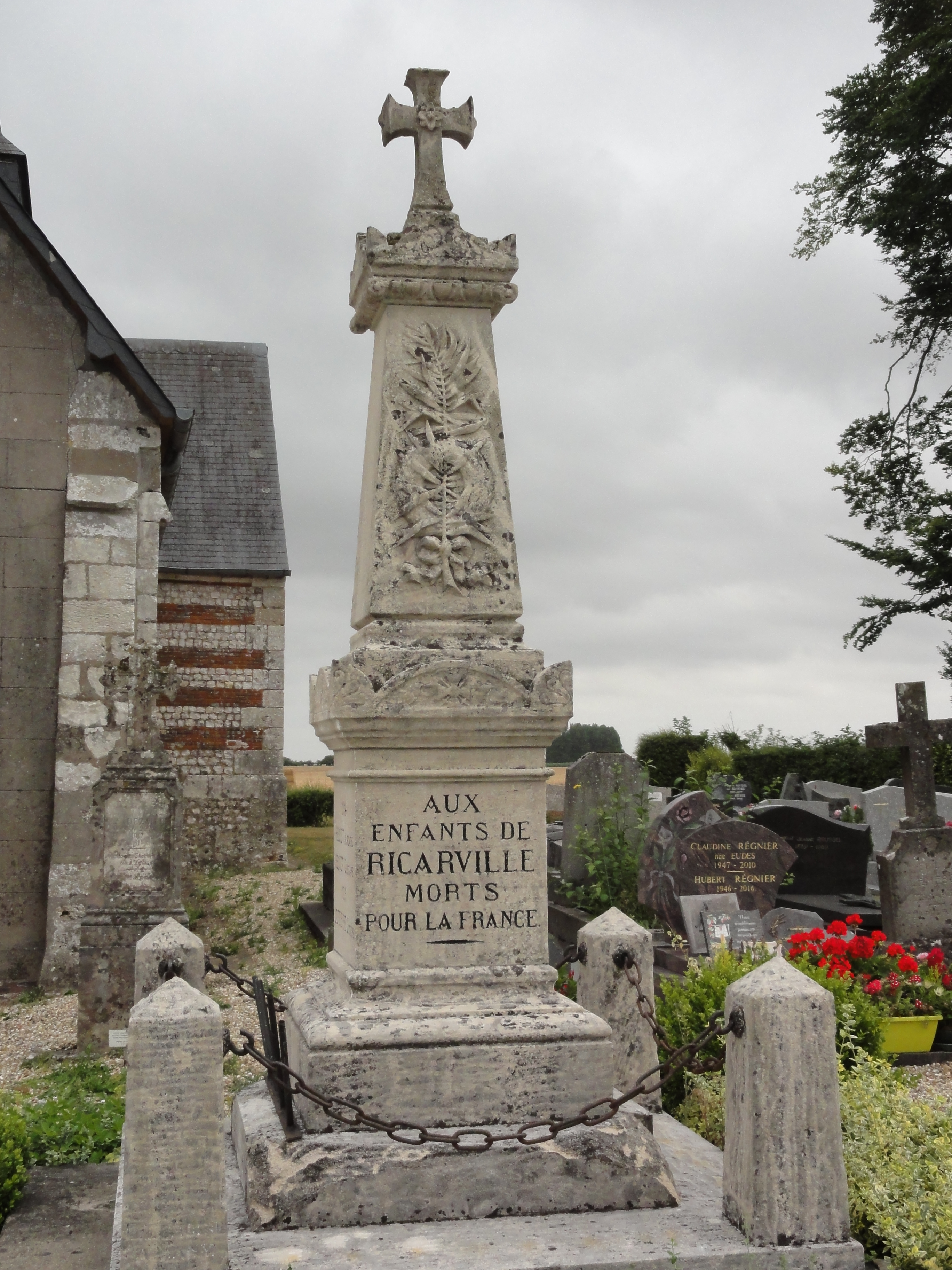
Monument aux morts.
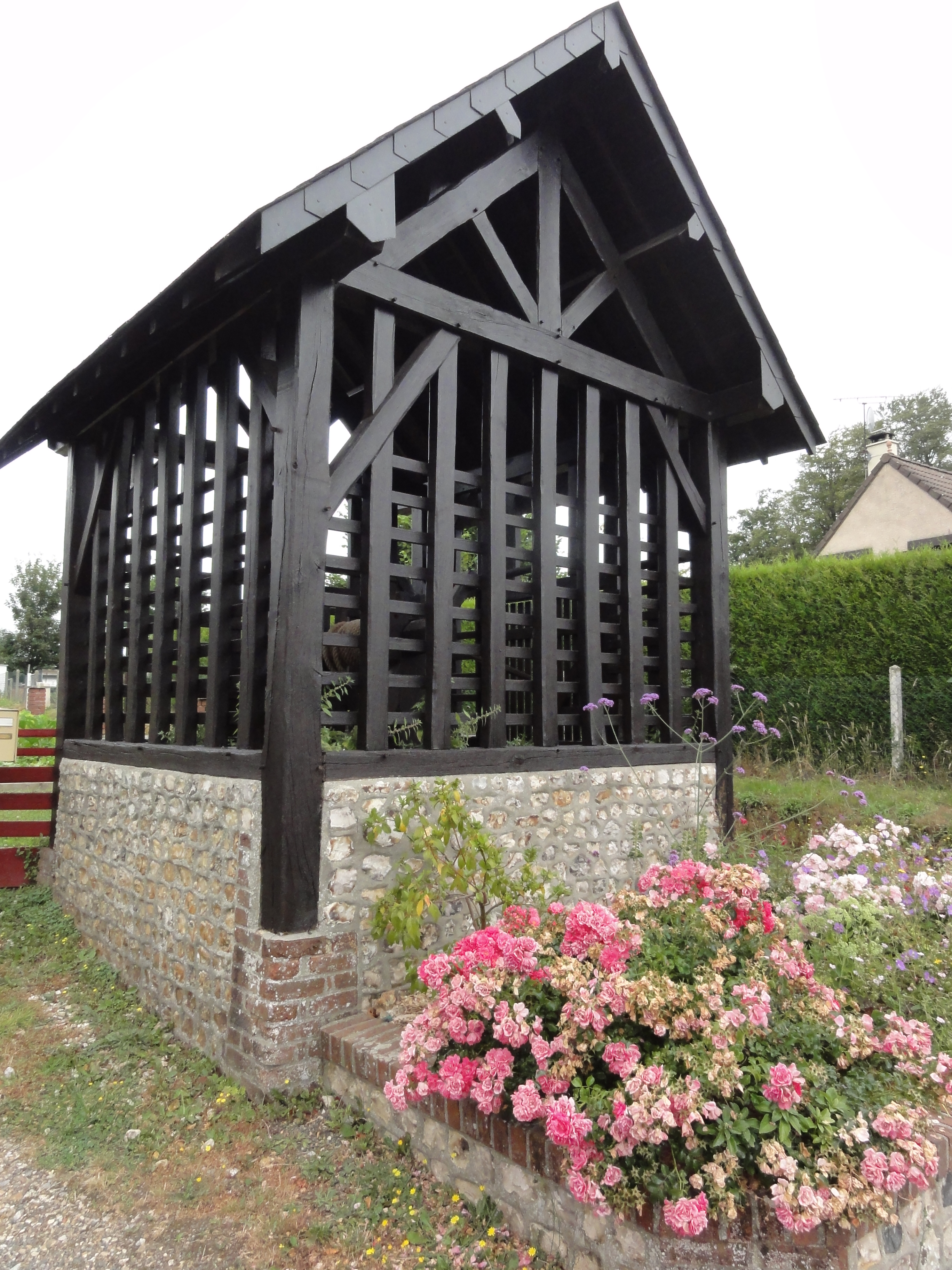
Le puits d'Avril.
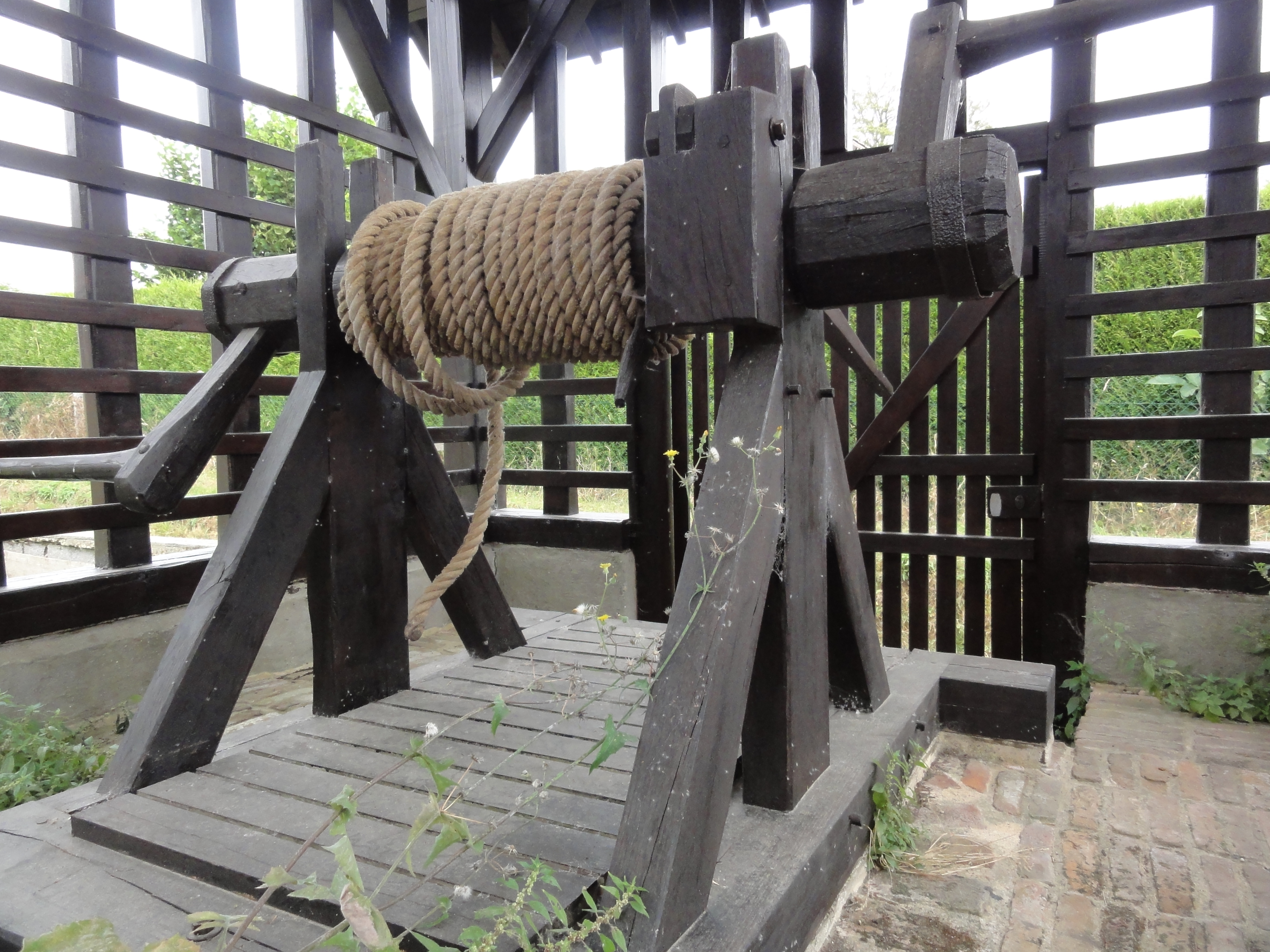
Le puits d'Avril.
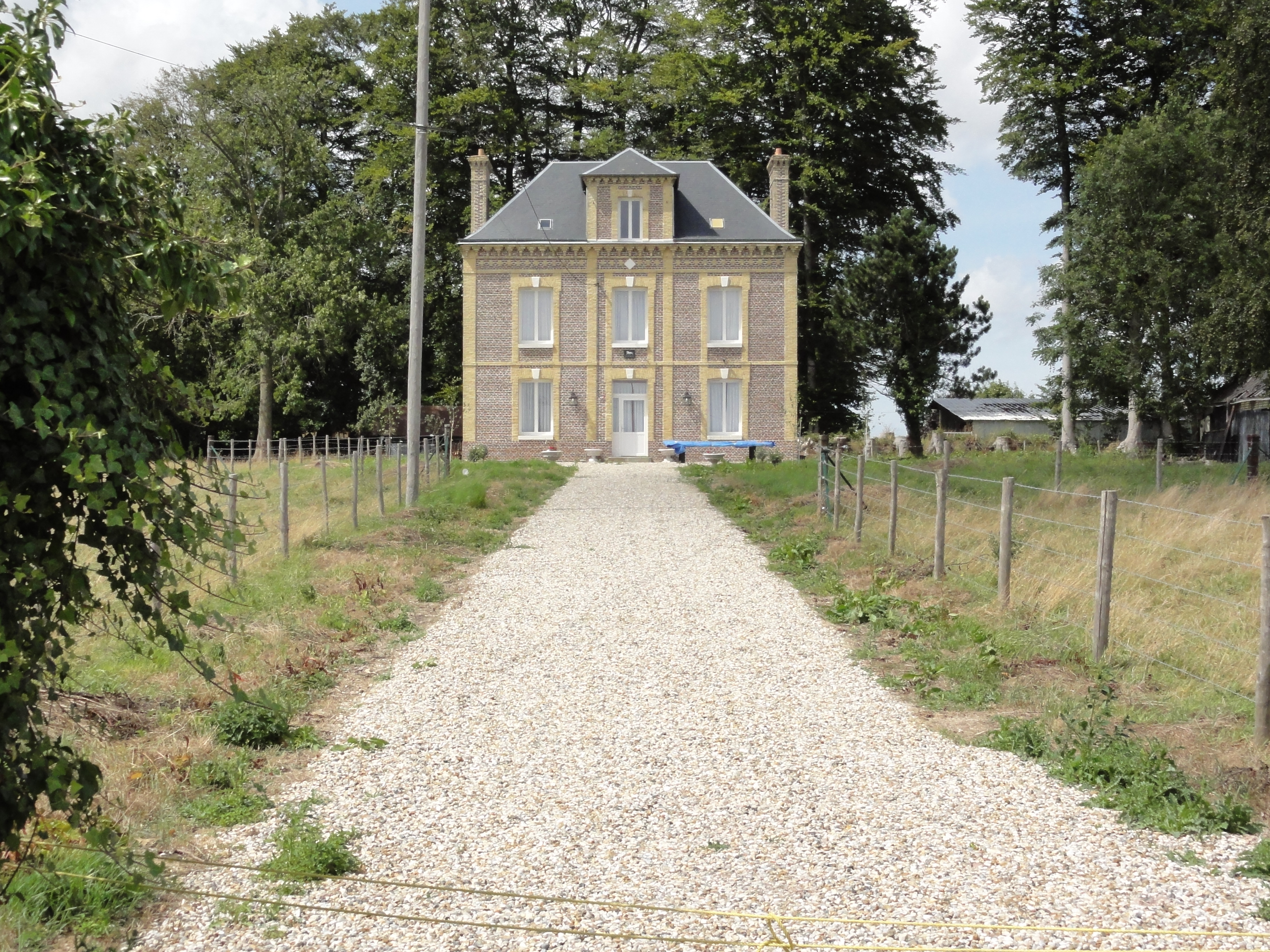
Le manoir de Bourville.

### Personnalités liées à la commune
- Odet Soret, laboureur, député du tiers-état aux États Généraux de 1593. Il écrivit la relation de son voyage à Paris [10] et fut enterré dans le chœur de l'église Sainte-Croix (pierre tombale disparue). Sa famille fut anoblie par le roi[10].
- Payen Le Sueur d'Esquetot, évêque de Coutances en 1549, fils de Guillaume Le Sueur d'Esquetot, seigneur de Ricarville, et de Marie de Normanville.

### Héraldique
| Armes de Ricarville | Les armes de la commune de Ricarville se blasonnent ainsi : Écartelé : au 1er d'argent à trois fasces de gueules, au 2e d'azur à la tour d'or, ouverte et ajourée du champ, maçonnée de sable, au 3e d'azur à la croisette fleurdelisée d'or, au 4e d'argent au chevron de gueules . |